# Thorns ЕП
Thorns (Universal Music Group, 2015) је први студијски ЕП Луке Ивановића (Чачак, 18. мај 1992), познатијег под својим уметничким именом Luke Black. Лука је српски кантаутор. Осим ауторском музиком, бави се и аудио продукцијом и режијом сопствених наступа и музичких спотова.
Најпознатије песме са овог албума су D-Generation и Holding On To Love. То су два сингла која су издата а налазе се у овом албуму и за њих су креирани и музички спотови.

## Детаљи
Лука Ивановић се први пут појавио у јавности у мају 2013. године, у оквиру Грувленд фестивала, када је и премијерно извео сингл D-Generation. Тада су га приметили представници Universal Music-а и позвали у своју канцеларију у Београду, како би започели сарадњу. Он је први соло извођач из Србије са ексклузивним уговором за Universal Music Group.
Luke Black објављује свој први ЕП Thorns 18. септембра 2015. године. Thorns је поново објављен као албум Thorns (Deluxe Edition) 18. марта 2023. године.
Аутор насловне фотографије издања је Василије Вујовић познатији под својим уметничким именом Vasso Vu. Маске које Лука носи на својим фотографијама и у спотовима дело су дизајнера Александра Саше Шкорића из Босне и Херцеговине који је аутор међународно признатог пројекта — Sasa Masks.
Luke Black је аутор текстова и музике и продуцент песама.

## Пријем
Лука је прво музичко име из наше регије које је представљено у склопу глобалног Instagram @music projektа, док су се његови синглови завртили и на радијским станицама Teez’FM (Француска) и This Is Electric (Велика Британија).
Његов деби сингл D-Generation, објављен је под музичком кућом Universal Music Group 24. фебруара 2015. Музички спот за ову песму је премијерно приказан на МТВ Адрија, а неколико сати касније и на његовом званичном Vevo каналу. Крајем 2014. године, Радио Б92 је ову песму уврстио у листу предлога за сингл године.
За америчко тржиште сингл је објављен 10. марта 2015. Сингл је дебитовао на 9. месту МТВ Адрија топ-листе извођача из региона и међу првих 50 на стриминг сервису Deezer у Србији. Такође, сингл се налазио на 10. месту листе синглова Градског радија – Твој хит на првом месту.
Песма Holding On To Love настала је крајем 2014. године и објављена је у издању Universal Music Group-a. Своју премијеру имала је 29. маја 2015. године на Лукином званичном Vevo каналу, а своју радио премијеру имала је на Радију Б92. Песма је премијерно објављена у САД, Канади и Мексику 2. јуна 2015. године.
Након успеха „Thorns“ издања, уследили су наступи у Београду, Загребу, Љубљани и Бечу, а касније и наступ у светски познатом клубу Бергхаин у Берлину, као и успешна турнеја у Кини где је наступио у Пекингу, Шангају и Гвангжуу.

## Списак песама
Дигитална верзија Thorns (Universal Music Group, 2015), ЕП садржи 6 песама укупног трајања 22 минута. Продукцијом ЕП-а се уз Луку бавио Томислав Миленковић, а пјесме су снимане у београдском Грувленд студију:
На физичком издању Thorns ЕП-а се налази укупно 9 песама
Thorns је поново објављен као албум Thorns (Deluxe Edition) 18. марта 2023. године. Албум садржи 12 песама укуног трајања 52 минута и 4 секунде, Подаци о албуму су припремљени на основу изворног материјала: